# (2009) Voloshina

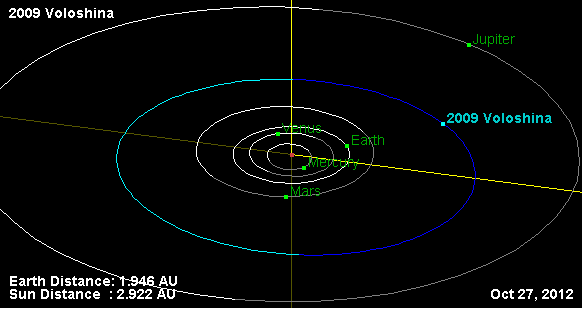
Órbita del asteroide

(2009) Voloshina es un asteroide perteneciente al cinturón de asteroides descubierto el 22 de octubre de 1968 por Tamara Mijáilovna Smirnova desde el Observatorio Astrofísico de Crimea en Naúchni.

## Designación y nombre
Voloshina se designó inicialmente como 1968 UL.
Posteriormente fue nombrado en honor de Vera Danilovna Voloshina (1919-1941).

## Características orbitales
Voloshina está situado a una distancia media del Sol de 3,113 ua, pudiendo alejarse hasta 3,559 ua y acercarse hasta 2,668 ua. Su inclinación orbital es 2,862° y la excentricidad 0,1431. Emplea en completar una órbita alrededor del Sol 2007 días.